# Alapus elongatus
Alapus elongatus är en insektsart som beskrevs av Beamer och Leonard D. Tuthill 1935. Alapus elongatus ingår i släktet Alapus och familjen dvärgstritar. Inga underarter finns listade i Catalogue of Life.